# Santiago Achaga
Santiago Achaga Figueroa (Mar del Plata, provincia de Buenos Aires, 14 de febrero de 2000) es un actor, fotógrafo y director de videos musicales argentino radicado en México. Conocido por interpretar a Claudio Meyer en la telenovela de Televisa, Like (2018), y a Tiago en la serie de Nickelodeon Latinoamérica, Club 57 (2021).

## Carrera
Achaga nació en Mar del Plata, provincia de Buenos Aires, Argentina. Es el hermano menor de la actriz y modelo argentina Macarena Achaga. A los dieciséis años comenzó su carrera como modelo. Su carrera como actor inició formando parte del elenco secundario de la serie de Nickelodeon Latinoamérica, Heidi, bienvenida a casa (2017–2019), en la cual participó durante dos temporadas interpretando a Junior. De allí ingresó a Televisa para formar parte de la producción de Pedro Damián, Like (2018), donde interpretó a Claudio Meyer, personaje por el cual ganó en la edición de los Premios TVyNovelas de 2019 al mejor actor juvenil. Como director ha dirigido varios videos musicales del cantante colombiano Camilo entre los cuales se destacan; «Ropa cara», «Millones» y «Machu Picchu». En el 2021 se integró como parte del elenco principal a la segunda temporada de la serie Club 57 en donde hizo a Tiago.
En 2023 interpreta la versión joven del personaje de Franco Resco del año 1975 en la segunda temporada de Entrelazados por Disney+.

## Filmografía
| Año  | Título             | Rol                | Notas |
| ---- | ------------------ | ------------------ | ----- |
| 2019 | Palau, la película | Luis Palau (joven) |       |
| 2022 | La ira de Dios     | Ramiro Blanco      |       |

| Año       | Título                   | Rol                  | Notas                       |
| --------- | ------------------------ | -------------------- | --------------------------- |
| 2012      | Miss XV                  | Tato                 |                             |
| 2017–2019 | Heidi, bienvenida a casa | Junior               |                             |
| 2018–2019 | Like                     | Claudio Meyer        |                             |
| 2021      | Club 57                  | Tiago                |                             |
| 2022      | Último primer día        | Tomás Fuller         |                             |
| 2022      | Mujeres asesinas         | Pablo                | Episodio 6: «Como hermanas» |
| 2023      | Entrelazados             | Franco Resco (joven) | 2.ª temporada               |
| 2023-2024 | Buenos chicos            | Chino Lucero         |                             |